# ويليام بروير
ويليام بروير (بالإنجليزية: William Breuer)‏ هو مؤرخ أمريكي، ولد في 17 سبتمبر 1922، وتوفي في 18 أغسطس 2010.